# Baby K

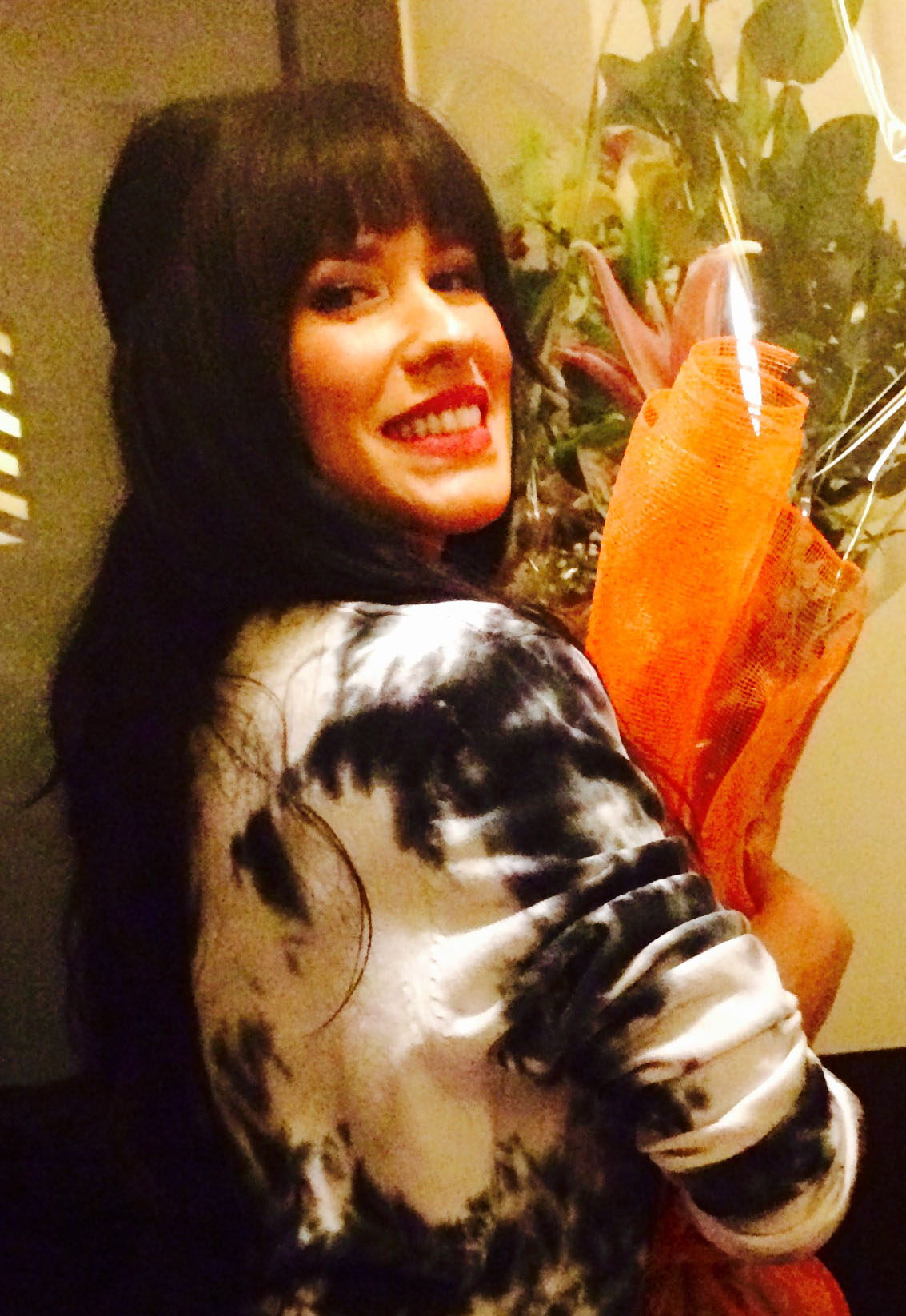
Baby K (2015)

Baby K (* 5. Februar 1983 in Singapur als Claudia Nahum) ist eine italienische Sängerin und Rapperin.

## Werdegang
Als Kind italienischer Eltern in Singapur geboren, wuchs Baby K in London auf, wo sie die Harrow School of Young Musicians besuchte, und zog später nach Rom. Ab 2000 moderierte sie in Italien verschiedene Radiosendungen zum Thema Hip-Hop und ab 2006 arbeitete sie selbst mit verschiedenen italienischen Rappern auf Mixtapes und Alben zusammen.

### Debüt
Im Jahr 2008 debütierte die Rapperin unter dem Produzententeam Quadraro Basement mit der EP S.O.S., der zwei Jahre später die EP Femmina alfa folgte. 2011 nahm sie an der Hip Hop Tv Birthday Party in der Diskothek Alcatraz in Mailand teil und trat als Opening Act der Rapper Marracash und Gué Pequeno auf. Die dritte EP Lezioni di volo erschien 2012 und enthielt Zusammenarbeiten mit Ensi, Brusco, LaMiss und Ntò. Mit anderen Rappern wie J-Ax, Club Dogo und Fedez arbeitete sie mit Max Pezzali am Album Hanno ucciso l’uomo ragno 2012 mit. Im selben Jahr eröffnete sie außerdem die italienischen Konzerte von Nicki Minaj.

### Erstes Album
Nach dem Wechsel zum Majorlabel Sony Music erschien 2013 Baby Ks erstes Album Una seria, produziert von Michele Canova Iorfida und Tiziano Ferro. Die erste Single daraus, Killer, stellte eine Zusammenarbeit mit Tiziano Ferro dar, und erreichte Platz 10 der offiziellen italienischen Charts der FIMI sowie eine Platin-Auszeichnung. Es folgte die erste Tour Killer Party durch italienische Clubs sowie die Una seria Tour. Des Weiteren eröffnete Baby K das Konzert von Azealia Banks im Mailänder Alcatraz. Bei den MTV Awards 2013 gewann sie in der Kategorie Pepsi Best New Artist. An der vierten Single Sei sola war erneut Tiziano Ferro beteiligt. Die vierte Single Una seria, folgte Anfang 2014 in Zusammenarbeit mit Fabri Fibra. Baby K nahm zusammen mit dem Hip-Hop-Duo Two Fingerz das Lied Mi piace auf, das in deren Nummer-eins-Album Two Fingerz V enthalten ist. Immer noch 2014 folgte eine Zusammenarbeit mit Manuel Rotondo für das Finale der Fernsehshow Top-Dj Italia auf Sky Uno. Ende des Jahres ließ die Rapperin das Buch Come diventare femmina Alfa folgen.

### Sommerhits und weitere Alben
Anfang 2015 kündigte Baby K ihr zweites Studioalbum an, nunmehr produziert von Takagi & Ketra. Die erste Single daraus, Anna Wintour, erschien Anfang Juni mit zugehörigem Musikvideo. Noch im selben Monat erschien als zweite Single Roma-Bangkok, an der auch Giusy Ferreri beteiligt ist. Bei der diesjährigen Ausgabe des Coca-Cola Summer Festival trat Baby K mit diesem Lied auf. Es erreichte schließlich die Spitzenposition der Singlecharts und wurde mit Dreifachplatin ausgezeichnet. Anfang September 2015 erschien das Album unter dem Titel Kiss Kiss Bang Bang.
Die Sommerhit-Serie setzte Baby K 2017 mit Voglio ballare con te, 2018 mit Da zero a cento und 2019 mit Playa fort. 2018 erschien außerdem ihr drittes Album Icona.
2020 veröffentlichte sie mit der italienischen Influencerin Chiara Ferragni das Lied Non mi basta più.

## Diskografie

### Alben
| Jahr | Titel Musiklabel                               | Höchstplatzierung, Gesamtwochen, AuszeichnungChartplatzierungen (Jahr, Titel, Musiklabel, Platzierungen, Wochen, Auszeichnungen, Anmerkungen) | Höchstplatzierung, Gesamtwochen, AuszeichnungChartplatzierungen (Jahr, Titel, Musiklabel, Platzierungen, Wochen, Auszeichnungen, Anmerkungen) | Anmerkungen                                                |
| Jahr | Titel Musiklabel                               | IT | CH | Anmerkungen                                                |
| ---- | ---------------------------------------------- | --- | --- | ---------------------------------------------------------- |
| 2013 | Una seria Sony Music                           | IT8 (22 Wo.)IT | — | Erstveröffentlichung: 12. März 2013                        |
| 2015 | Kiss Kiss Bang Bang Sony Music                 | IT4 (15 Wo.)IT | CH89 (1 Wo.)CH | Erstveröffentlichung: 11. September 2015                   |
| 2018 | Icona Sony Music                               | IT6 Gold · (9 Wo.)IT | CH77 (1 Wo.)CH | Erstveröffentlichung: 16. November 2018 Verkäufe: + 25.000 |
| 2021 | Donna sulla Luna Columbia Records / Sony Music | IT23 Gold · (26 Wo.)IT | — | Erstveröffentlichung: 11. Juni 2021 Verkäufe: + 25.000     |

### EPs
- 2008: SOS
- 2011: Femmina alfa
- 2012: Lezioni di volo

### Singles
| Jahr | Titel Album                       | Höchstplatzierung, Gesamtwochen, AuszeichnungChartplatzierungen (Jahr, Titel, Album, Platzierungen, Wochen, Auszeichnungen, Anmerkungen) | Höchstplatzierung, Gesamtwochen, AuszeichnungChartplatzierungen (Jahr, Titel, Album, Platzierungen, Wochen, Auszeichnungen, Anmerkungen) | Anmerkungen                                                                   |
| Jahr | Titel Album                       | IT | CH | Anmerkungen                                                                   |
| ---- | --------------------------------- | --- | --- | ----------------------------------------------------------------------------- |
| 2013 | Killer Una seria                  | IT10 Platin · (15 Wo.)IT | — | feat. Tiziano Ferro Verkäufe: + 30.000                                        |
| 2015 | Roma-Bangkok Kiss Kiss Bang Bang  | IT1 Diamant · (50 Wo.)IT | CH23 (14 Wo.)CH | Erstveröffentlichung: 25. Januar 2013 feat. Giusy Ferreri Verkäufe: + 500.000 |
| 2017 | Voglio ballare con te Icona       | IT2 ×5Fünffachplatin · (26 Wo.)IT | CH20 Gold · (11 Wo.)CH | Erstveröffentlichung: 2. Juni 2017 feat. Andres Dvicio Verkäufe: + 260.000    |
| 2018 | Da zero a cento Icona             | IT2 ×3Dreifachplatin · (23 Wo.)IT | CH38 (9 Wo.)CH | Erstveröffentlichung: 22. Juni 2018 Verkäufe: + 150.000                       |
| 2018 | Come no Icona                     | IT83 (1 Wo.)IT | — | Erstveröffentlichung: 26. Oktober 2018                                        |
| 2019 | Playa Donna sulla Luna            | IT9 ×2Doppelplatin · (22 Wo.)IT | — | Erstveröffentlichung: 31. Mai 2019 Verkäufe: + 100.000                        |
| 2020 | Non mi basta più Donna sulla Luna | IT3 ×3Dreifachplatin · (30 Wo.)IT | CH88 (3 Wo.)CH | Erstveröffentlichung: 25. Juni 2020 feat. Chiara Ferragni Verkäufe: + 210.000 |
| 2021 | Pa ti Donna sulla Luna            | IT69 Gold · (10 Wo.)IT | — | Erstveröffentlichung: 7. Mai 2021 mit Omar Montes Verkäufe: + 35.000          |
| 2021 | Mohicani Donna sulla Luna         | IT7 ×2Doppelplatin · (21 Wo.)IT | — | Erstveröffentlichung: 10. Juni 2021 mit Boomdabash Verkäufe: + 140.000        |
| 2022 | Bolero –                          | IT47 Platin · (18 Wo.)IT | — | Erstveröffentlichung: 17. Juni 2022 Verkäufe: + 100.000; feat. Mika           |

Weitere Singles
- 2008: S.O.S.
- 2011: Femmina alfa
- 2011: Primo Round
- 2012: Domani (feat. Gemitaiz)
- 2012: Lezioni di volo
- 2012: Sigillato con un bacio (feat. La Miss)
- 2013: Sparami
- 2013: Non cambierò mai (feat. Marracash) – IT: Gold (25.000+)[9]
- 2013: Sei sola (feat. Tiziano Ferro)
- 2014: Una seria
- 2015: Anna Wintour
- 2015: Chiudo gli occhi e salto (feat. Federica Abbate) – IT: Gold (25.000+)[9]

## Belege
1. ↑  Speciale fly girls: intervista a Baby-K. In: Hot MC. 12. Juli 2012, archiviert vom Original (nicht mehr online verfügbar) am 19. September 2015; abgerufen am 18. September 2015.
2. ↑  Max Pezzali: esce “Hanno ucciso l’uomo ragno 2012”. In: Soundsblog. Blogo.it, 15. Mai 2012, abgerufen am 18. September 2015.
3. ↑  Baby K: è fuori “Una seria”, il nuovo album. In: myhiphop.it. 12. März 2013, archiviert vom Original (nicht mehr online verfügbar) am 7. März 2016; abgerufen am 18. September 2015 (italienisch).
4. ↑  Baby K in esclusiva su Sky Uno con “Sei sola”. Sky, 16. September 2013, abgerufen am 18. September 2015.
5. ↑  Alessandro Alicandri: Baby K e Tiziano Ferro: “Sei sola”. No, non sei sola. In: Panorama.it. Arnoldo Mondadori Editore, 13. September 2013, abgerufen am 18. September 2015 (italienisch).
6. ↑  Baby K-Giusy Ferreri, esce Radio Bangkok. ANSA, 18. Juni 2015, abgerufen am 18. September 2015.
7. ↑  Coca Cola Summer Festival 2015 9 Luglio: Scaletta Cantanti, ospiti Emma e Venditti su Canale 5 (Memento vom 11. Juli 2015 im Internet Archive)
8. ↑  Alben von Baby K. In: Italiancharts.com. Hung Medien, abgerufen am 21. März 2023.
9. 1 2 3 4 5 6 7 8 9 10 11 12 13 14 15  Auszeichnungen für Musikverkäufe:
  - Auszeichnungsarchiv. FIMI, abgerufen am 7. November 2023 (italienisch).
  - Awards Baby K. In: Hitparade.ch. Hung Medien, abgerufen am 21. März 2023 (CH).
10. ↑  Chartquellen (Singles):
  - Singles von Baby K. In: Italiancharts.com. Hung Medien, abgerufen am 18. September 2015 (IT).
  - Singles von Baby K. In: Hitparade.ch. Hung Medien, abgerufen am 18. September 2015 (CH).

| Personendaten    | Personendaten                      |
| ---------------- | ---------------------------------- |
| NAME             | Baby K                             |
| ALTERNATIVNAMEN  | Nahum, Claudia (Geburtsname)       |
| KURZBESCHREIBUNG | italienische Sängerin und Rapperin |
| GEBURTSDATUM     | 5. Februar 1983                    |
| GEBURTSORT       | Singapur                           |